# Diagondas viridiaureus
Diagondas viridiaureus är en spindelart som beskrevs av Simon 1902. Diagondas viridiaureus ingår i släktet Diagondas och familjen hoppspindlar. Inga underarter finns listade i Catalogue of Life.